# Pisiforme
L'os pisiforme (en forma de pèsol) és un os del canell, parell, curt, esponjós, cuboide, amb quatre cares, de les quals una és articular, i dos extrems, superior i inferior. És el quart os de la primera fila de carp. Dona inserció al tendó del múscul cubital anterior i al lligament transversal anterior del carp. S'articula amb el piramidal.

## Ossos del carp
| Fila     | Nom           | Articulacions proximals/radials         | Articulacions distals              | Articulacions metacarpianes |
| Proximal | Escafoide     | radi, semilunar                         | trapezi, trapezoide, gran del carp | -                           |
| Proximal | Semilunar     | radi, escafoide, piramidal              | gran del carp, ganxut              | -                           |
| Proximal | Piramidal     | semilunar, pisiforme (però no el cúbit) | ganxut                             | -                           |
| Proximal | Pisiforme     | piramidal                               | -                                  | -                           |
| Distal   | Trapezi       | escafoide                               | trapezoide                         | #1 i #2                     |
| Distal   | Trapezoide    | escafoide                               | trapezi, gran del carp             | #2                          |
| Distal   | Gran del carp | escafoide, semilunar                    | trapezoide, ganxut                 | #2, #3 i #4                 |
| Distal   | Ganxut        | piramidal, semilunar                    | gran del carp                      | #4 i #5                     |

## Imatges

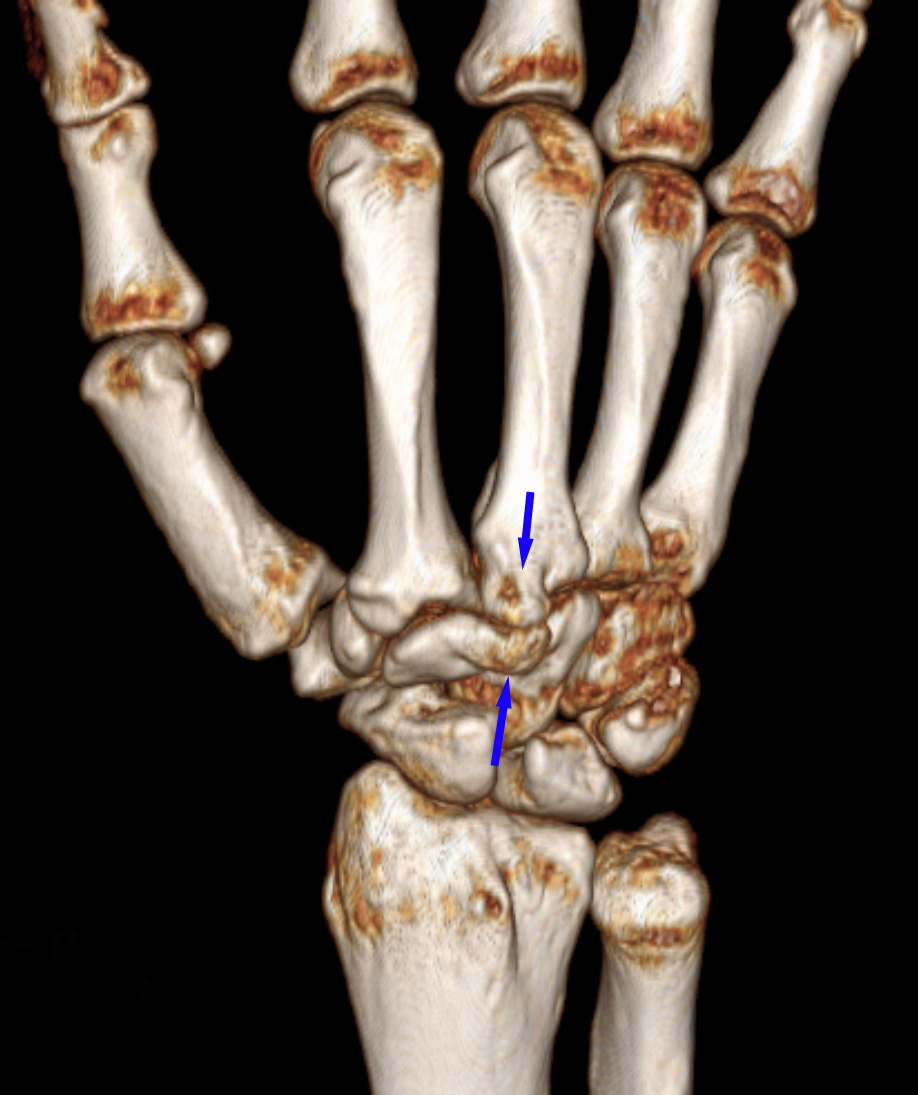
Reconstrucció tridimensional per CT, dels ossos del carp
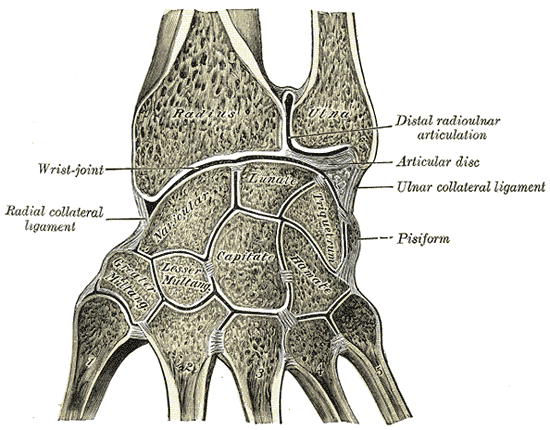
Ossos del canell, placa d' Anatomy of the Human Body , 1918
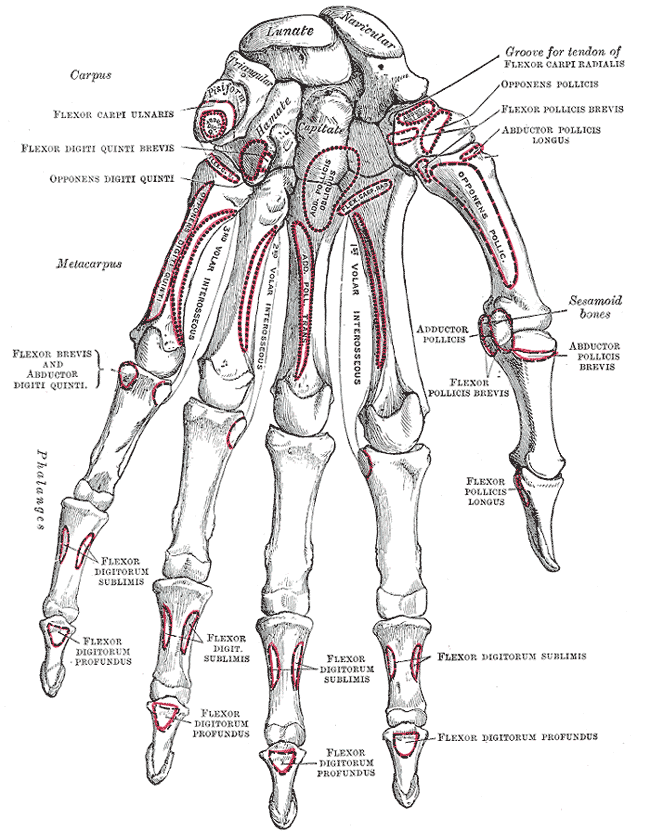
Ossos de la mà esquerra. Cara palmar
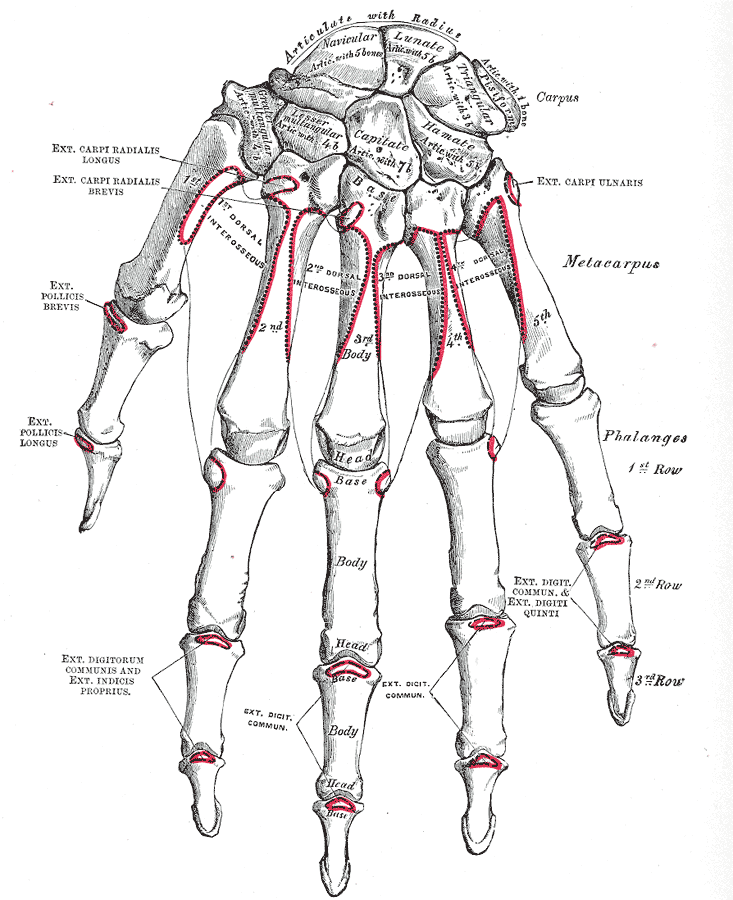
Ossos de la mà esquerra. Cara dorsal